# Potentilla hilbigii
Potentilla hilbigii es una especie de planta del género Potentilla, perteneciente a la familia Rosaceae.

## Taxonomía
Potentilla hilbigii fue descrita por Jiří Soják en 1986.

## Distribución
Se encuentra en el territorio de Mongolia.